# Catharinea obtusula
Catharinea obtusula är en bladmossart som beskrevs av C. Müller 1878. Catharinea obtusula ingår i släktet Catharinea, klassen egentliga bladmossor, divisionen bladmossor och riket växter. Inga underarter finns listade i Catalogue of Life.